# Constance Bennett
Pour les articles homonymes, voir Bennett.

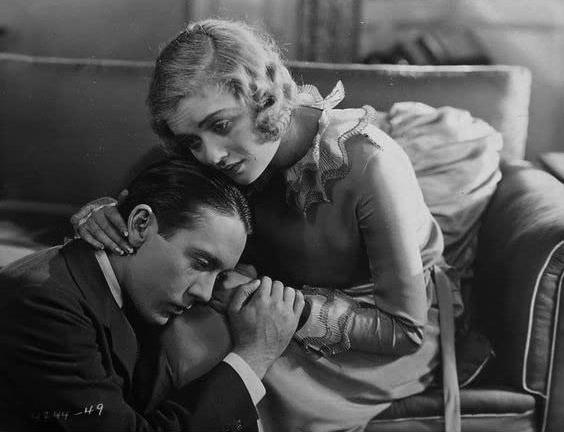
Avec Jack Pickford dans Déchéance (1925)

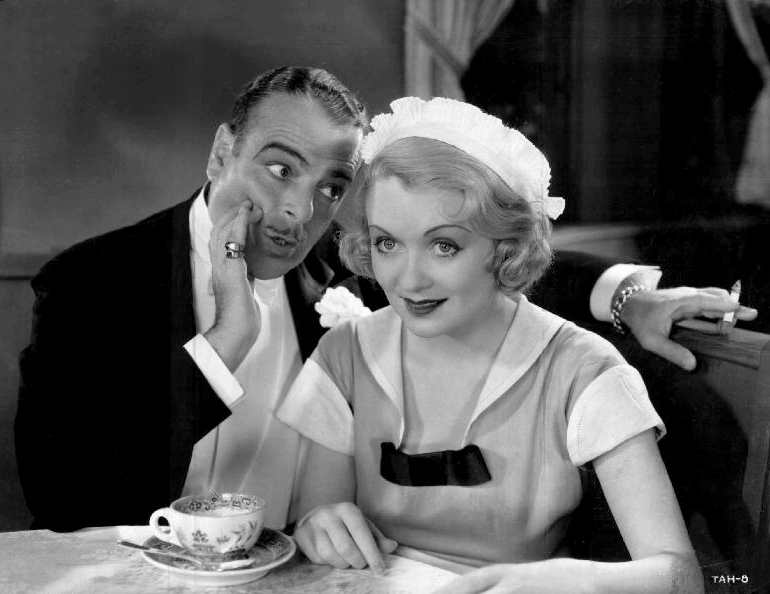
Avec Lowell Sherman dans What Price Hollywood? (1932)

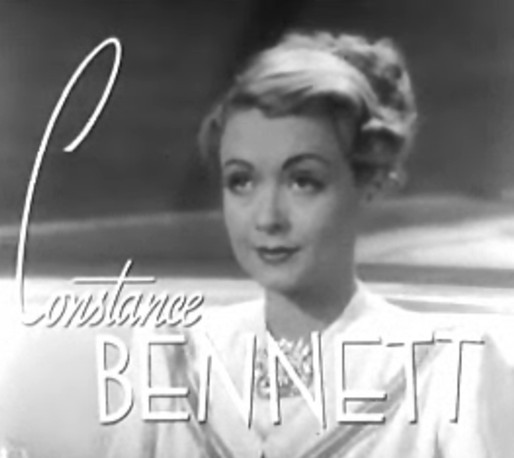
Dans Fantômes en croisière (1938)

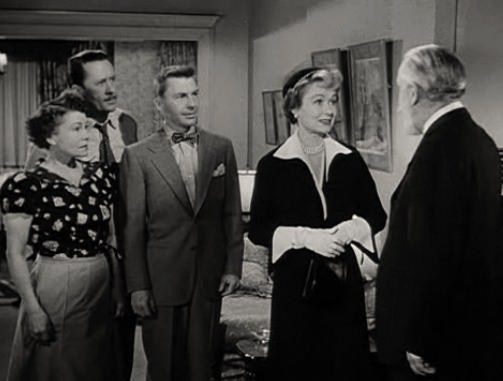
Dans Rendez-moi ma femme (1951)

Constance Campbell Bennett (née le 22 octobre 1904 à New York et morte le 24 juillet 1965 à Fort Dix, dans le New Jersey) est une actrice et productrice de cinéma américaine.

## Biographie
Née à New York, Constance Bennett est l'aînée des trois filles de l'actrice Adrienne Morrison (en) et de l'acteur Richard Bennett. Ses sœurs cadettes étaient les actrices Barbara Bennett et Joan Bennett. Les trois filles ont fréquenté l'école Chapin à New York.
Après un certain temps passé dans un couvent, elle devient actrice et débute au cinéma en 1920 dans des films films muets comiques de courts métrages produits à New York. Indépendante, cultivée, ironique et franche, elle rencontre le producteur Samuel Goldwyn qui, séduit par sa personnalité, lui donne la possibilité de poursuivre sa carrière à Hollywood, où elle fait ses débuts en 1924 dans Cytherea (en) de George Fitzmaurice aux côtés de Irene Rich, Lewis Stone et Norman Kerry.
Elle épouse en premières noces Chester Moorehead, un étudiant à l'université de Virginie, qui était le fils du chirurgien Frederick Moorehead (en), mais le mariage est annulé en 1923. Elle abandonne une carrière naissante dans le cinéma muet pour épouser en secondes noces Philip Plant en 1925, mais le divorce est prononcé en 1929, ce qui l’éprouve moralement et qui ralentit sa carrière d’actrice. Elle reprend sa carrière cinématographique après leur divorce en 1929. Avec l'avènement du cinéma parlant, ses traits blonds délicats et glamour, lui permettent de relancer rapidement sa carrière.
Au début des années 1930, Constance Bennett était considérée comme l'une des actrices les plus populaires au box-office dans les sondages auprès du public. En 1931, un contrat de courte durée avec la Metro-Goldwyn-Mayer lui a permis de toucher 300 000 $ pour deux films dont Quand on est belle (The Easiest Way) de Jack Conway ce qui a fait d'elle l'une des stars les mieux payées d'Hollywood. La même année, Warner Brothers lui a versé un salaire de 30 000 $ par semaine (le salaire le plus élevé à l'époque) pour tourner Bought (en) d'Archie Mayo, film dans lequel elle joue aux côtés de son père Richard Bennett.
L'année suivante, elle est engagée par RKO Pictures, et elle entame sa collaboration avec What Price Hollywood?, réalisé par George Cukor, film qui porte un regard ironique et en même temps tragique sur les coulisses du système des studios hollywoodiens, dans lequel elle incarne la serveuse Mary Evans, qui devient une star de cinéma, aux côtés de Lowell Sherman qui interprète le rôle du réalisateur qui la découvre, et de Neil Hamilton, le riche playboy qu'elle épouse et dont elle divorce plus tard. Le rôle d'Eva Lovelace, dans Gloire éphémère (Morning Glory) réalisé par Lowell Sherman, sorti en 1933 avait été écrit pour elle, mais le producteur Pandro S. Berman a décidé de confier le rôle à Katharine Hepburn, qui a remporté un Oscar pour sa performance dans ce film.
Remariée le 22 novembre 1931 avec le cinéaste français Henry de La Falaise, elle signe un contrat exceptionnel, à l'époque faste d'Hollywood, avec les studios Warner, et devient la partenaire de Cary Grant dans les comédies de Norman Z. McLeod Le Couple invisible (Topper) en 1937 et sa suite, Fantômes en croisière (Topper Takes a Trip) en 1939.
Constance Bennett a par la suite eu l'occasion de montrer sa polyvalence dans des films comme Haute Société (Our Betters) de George Cukor (1933), dans La Revanche du cœur (Bed of Roses) de Gregory La Cava (1933), dans Les Sacrifiés (After Tonight) (1933) — dans lequel elle partage la vedette avec son futur mari Gilbert Roland — , dans Les Amours de Cellini (The Affairs of Cellini) de Gregory La Cava  (1934), dans lequel elle interprète le rôle de la duchesse de Florence, dans Chronique mondaine (After Office Hours) de Robert Z. Leonard (1935) avec Clark Gable, dans Le Couple invisible (Topper) de Norman Z. McLeod (1937) dans le rôle de Marian Kerby face à Cary Grant, un rôle qu'elle a repris dans la suite de ce film Fantômes en croisière (Topper Takes a Trip) en 1939, ou encore dans la comédie familiale Madame et son clochard (Merrily We Live) de Norman Z. McLeod (1938) et dans La Femme aux deux visages (Two-Faced Woman) réalisé par George Cukor (1941) avec Greta Garbo dans son dernier rôle au cinéma.
Désirant fortement un enfant, elle adopte un petit garçon prénommé Peter, et divorce en 1940 pour épouser, le 20 avril 1941, l'acteur Gilbert Roland avec qui elle aura deux enfants : Lorinda et Christina.
Dans les années 1940, Constance Bennett travaille moins fréquemment dans le cinéma mais est très demandée à la fois à la radio et au théâtre. Elle avait son propre programme — Constance Bennett Calls on You — sur ABC Radio en 1945-1946, et elle anime sur la même antenne The Constance Bennett Show.
Divorcée à nouveau en 1946, elle se remarie avec John Coulter, colonel de l’US Air Force.
Elle a un second rôle important dans Le crime était presque parfait (The Unsuspected) de Michael Curtiz, sorti en 1947 où elle interprète le rôle de Jane Moynihan, la directrice du programme, qui aide à prouver que l'animateur de radio Victor Grandison (Claude Rains) est coupable de meurtre. Dans les années 1950, on la retrouve encore dans Rendez-moi ma femme' (As Young as You Feel), comédie de Harmon Jones (1951), dans lequel la jeune débutante Marilyn Monroe a un petit rôle. Elle apparaît dans un caméo dans Une femme qui s'affiche (It Should Happen to You) de George Cukor 1953.
À partir des années 1950, Constance Bennett se consacre presque entièrement au théâtre où elle triomphe surtout dans Auntie Mame grand succès littéraire de Patrick Dennis qui fut adapté vers 1958 au théâtre et au cinéma.
Des investissements judicieux ayant fait d'elle une femme riche lui permettent de se reconvertir ensuite dans les affaires et de fonder une entreprise de cosmétiques et de vêtements : la Constance Bennett Cosmetics Company.
Elle fait sa dernière apparition à l'écran aux côtés de Lana Turner dans le film de Madame X de David Lowell Rich, tourné peu avant sa mort et sorti en 1966 à titre posthume.
Constance Bennett meurt le 24 juillet 1965 d'une hémorragie cérébrale, à l'âge de 60 ans.

## Filmographie
- 1922 : Reckless Youth de Ralph Ince : Chorus Girl
- 1922 : Evidence (en) de George Archainbaud : Edith
- 1922 : Le Foyer en péril (What's Wrong with the Women?) de Roy William Neill : Elise Bascom
- 1924 : Cytherea (en) de George Fitzmaurice : Annette Sherman
- 1924 : Dans les mailles du filet (Into the Net) : Madge Clayton
- 1925 : My Wife and I : Aileen Alton
- 1925 : L'Heure du danger (My Son) d'Edwin Carewe : Betty Smith
- 1925 : Le Mât de cocagne (The Goose Hangs High) : Lois Ingals
- 1925 : Dans la fournaise (Code of the West) de William K. Howard : Georgie May
- 1925 : Déchéance (The Goose Woman) : Hazel Woods
- 1925 : Wandering Fires : Guerda Anthony
- 1925 : Poupées de théâtre (Sally, Irene and Mary) d'Edmund Goulding : Sally
- 1925 : The Pinch Hitter : Abby Nettleton
- 1926 : Married ? : Marcia Livingston
- 1929 : This Thing Called Love : Ann Marvin
- 1929 : Riche People : Connie Hayden
- 1930 : Son of the Gods (en) de Frank Lloyd : Allana Wagner
- 1930 : Terre commune (Common Clay) de Victor Fleming : Ellen Neal
- 1930 : Agent Z 1 (Three Faces East) : Frances Hawtree/Z-1
- 1930 : Sin Takes a Holiday : Sylvia Brenner
- 1931 : Quand on est belle (The Easiest Way) : Laura 'Lolly' Murdock
- 1931 : Née pour aimer (Born to Love) : Doris Kendall
- 1931 : The Common Law : Valerie West
- 1931 : Bought : Stephany Dale
- 1932 : Réputation (Lady with a Past) : Venice Muir
- 1932 : What Price Hollywood? de George Cukor : Mary Evans
- 1932 : Two Against the World (en) : Miss Adele 'Dell' Hamilton
- 1932 : Rockabye : Judy Carroll
- 1932 : Talking screen snapshots : Seulement apparition
- 1933 : Haute Société (Our Betters), de George Cukor : Lady Pearl Saunders Grayston
- 1933 : La Revanche du cœur (Bed of Roses) de Gregory La Cava : Lady Pearl Saunders Grayston
- 1933 : Les Sacrifiés (After Tonight) de George Archainbaud : Carla Vanirska, aka K-14 et Karen Schöntag
- 1934 : L'Étoile du Moulin-Rouge (Moulin Rouge) : Helen Hall/Raquel
- 1934 : Les Amours de Cellini (The Affairs of Cellini) : Duchess de Florence
- 1934 : Outcast Lady : Iris March
- 1935 : Chronique mondaine (After Office Hours) : Sharon Norwood
- 1936 : Everythings is Thunder : Anna von Stucknadel
- 1936 : Quatre Femmes à la recherche du bonheur (Ladies in Love) d'Edward H. Griffith : Yoli Haydn
- 1937 : Le Couple invisible (Topper) : Marion Kerby
- 1937 : Daily beauty rituals : Seulement apparition
- 1938 : Madame et son clochard (Merrily We Live), de Norman Z. McLeod : Jerry Kilbourne
- 1938 : Service de Luxe (Service de luxe) : Helen Murphy
- 1938 : Fantômes en croisière (Topper Takes a Trip), de Norman Z. McLeod : Marion Kerby
- 1939 : Descente en vrille (Tail Spin) de Roy Del Ruth : Gerry Lester
- 1940 : Escape to Glory de John Brahm : Christine Blaine
- 1941 : Law of the Tropics (en) de Ray Enright : Joan Madison, aka Miss Moore et Laura
- 1941 : La Femme aux deux visages (Two-Faced Woman) : Griselda Vaughn
- 1941 : Picture people No. 2 / Hollywood sports : Seulement apparition
- 1942 : Wild Bill Hickok Rides (en) de Ray Enright : Belle Andrews
- 1942 : Sin Town (en) de Ray Enright : Kye Allen
- 1942 : Madame Spy (en) de Roy William Neill : Joan Bannister
- 1942 : Hedda Hopper's Hollywood No. 5 : Seulement apparition
- 1945 : Paris Underground : Kitty de Mornay
- 1946 : Quadrille d'amour (Centennial Summer) : Zenia Lascalles
- 1947 : Le crime était presque parfait (The Unsuspected) : Jane Moynihan
- 1948 : Madame et ses pantins (Smart Woman) : Paula Rogers
- 1948 : Tam Tam sur l'Amazone (Angel on the Amazon) : Dr. Karen Lawrence
- 1951 : Rendez-moi ma femme (As Young as You Feel) : Lucille McKinley
- 1953 : Une femme qui s'affiche (It Should Happen to You) : Elle-même
- 1966 : Madame X (Madame X) : Estelle Anderson

## Crédit d'auteurs
- (en) Cet article est partiellement ou en totalité issu de l’article de Wikipédia en anglais intitulé « Constance Bennett » (voir la liste des auteurs).